# دریچه آئورت
دریچه آئورت یکی از دریچه‌های قلب است که بین بطن چپ و آئورت قرار گرفته است. دریچه آئورت سه لتی است اگرچه در ۱ درصد موارد دریچه به صورت مادرزادی دو لتی است.

## عملکرد
در هنگام سیستول هنگامی که فشار خون در بطن چپ بیشتر از فشار داخل آئورت می‌شود دریچه باز شده و خون به داخل آئورت وارد می‌شود. با شروع دیاستول فشار بطن چپ به شدت افت می‌کند و افزایش فشار آئورت باعث بسته‌شدن دریچه می‌گردد و از برگشت خون به داخل بطن چپ جلوگیری می‌کند.

### نارسایی
بسته شدن دریچه آئورت امکان حفظ فشار بالا در گردش خون سیستمیک را فراهم می کند و در عین حال فشار در بطن چپ را کاهش می دهد و جریان خون از ریه ها را قادر می سازد تا بطن چپ را پر کند. از دست دادن ناگهانی عملکرد دریچه آئورت می تواند منجر به نارسایی حاد آئورت شود که منجر به فشار پالس گسترده و نبض های محدود می شود. این وضعیت می تواند منجر به کاهش پرفیوژن قلب شود و ممکن است باعث نارسایی قلبی و ادم ریوی شود. در مقابل، بدتر شدن آهسته نارسایی آئورت می‌تواند منجر به نارسایی مزمن آئورت شود که به قلب اجازه می‌دهد از طریق اتساع بطن چپ جبران کند و به فشارهای پر شدن طبیعی بازگردد.

### تنگی مجرا
باز نشدن ناکافی دریچه آئورت که معمولاً به دلیل بیماری دریچه آئورت کلسیفیک ایجاد می شود، منجر به افزایش سرعت جریان و شیب فشار در دریچه می شود. این بیماری بر اساس اندازه گیری این گرادیان های فشار تشخیص داده می شود که می تواند منجر به هیپرتروفی بطن چپ شود.

## اختلالات دریچه آئورت
دو اختلال اساسی دریچه شامل تنگی دریچه آئورت و نارسایی دریچه آئورت است که در مورد اول به علت باریک شدن سوراخ دریچه در عبور خون به آئورت اشکال ایجاد می‌شود و در حالت نارسایی دریچه به علت نارسایی در مرحله دیاستول نمی‌تواند مانع بازگشت خون به بطن چپ شود.

## اهمیت بالینی
دریچه آئورت با عملکرد طبیعی فرآیندهای فیزیولوژیکی طبیعی را امکان پذیر می کند، در حالی که اختلال عملکرد دریچه می تواند منجر به هیپرتروفی بطن چپ و نارسایی قلبی شود. علل شایع نارسایی آئورت شامل اتساع عروق آئورت، تب روماتیسمی قبلی، عفونت مانند اندوکاردیت عفونی، دژنراسیون دریچه آئورت و سندرم مارفان است. تنگی آئورت همچنین می تواند ناشی از تب روماتیسمی و کلسیفیکاسیون دژنراتیو باشد. شایع ترین نقص مادرزادی قلب، دریچه آئورت دو لختی (در هم آمیختگی دو کاسپ با هم) است که معمولاً در سندرم ترنر دیده می شود. پس از تشخیص، دو گزینه تعمیر یا تعویض دریچه است.

### ترمیم دریچه آئورت
ترمیم دریچه آئورت یا بازسازی دریچه آئورت روشی است که هدف آن بازسازی شکل و عملکرد دریچه آئورت ناکارآمد است. این روش معمولاً برای درمان نارسایی آئورت استفاده می‌شود، وضعیتی که در آن دریچه آئورت به درستی بسته نمی‌شود و باعث می‌شود خون به سمت عقب به قلب جریان یابد. این روش همچنین ممکن است برای درمان آنوریسم آئورت یا تنگی مادرزادی آئورت، که باریک شدن باز شدن دریچه آئورت است، ضروری باشد.

### تعویض دریچه آئورت
جایگزینی دریچه آئورت شامل جایگزینی دریچه اصلی با یک دریچه مصنوعی، به طور سنتی از طریق جراحی قلب باز (جراحی AVR یا SAVR) یا یک گزینه غیر جراحی به نام جایگزینی دریچه آئورت ترانس کاتتر (TAVR) یا کاشت دریچه آئورت ترانس کاتتر TAVI است. انتخاب بین این دو روش بستگی به ریسک جراحی قلب باز بیمار و اندیکاسیون های دیگر جراحی های قلب باز مانند بای پس عروق کرونر دارد. در برخی موارد، ممکن است یک روش پیچیده‌تر به نام روش Bentall ضروری باشد که شامل تعویض دریچه آئورت، ریشه آئورت و آئورت صعودی طی یک عمل می‌شود.
دو نوع اصلی دریچه قلب مصنوعی وجود دارد: مکانیکی و بافتی. دریچه‌های مکانیکی از فلز ساخته شده‌اند و در طول زمان تکامل یافته‌اند و زیرگروه‌هایی از جمله «گوی و قفس» و «بیله‌فلت» دارند. این دریچه ها نیاز به ضد انعقاد مادام العمر دارند تا از تشکیل لخته های خون روی دریچه ها جلوگیری شود که می تواند منجر به آمبولی و سکته شود. دریچه های مکانیکی به دلیل طول عمر بیشتر در افراد جوان تر ترجیح داده می شوند. در مقابل، دریچه‌های قلب بافتی از بافت‌های حیوانی، مانند بافت دریچه قلب حیوانی یا بافت پریکارد حیوانی، معمولاً از خوک‌ها ساخته می‌شوند. بافت برای حذف آنتی‌ژن‌ها و جلوگیری از کلسیفیکاسیون از قبل درمان می‌شود، در نتیجه دریچه‌هایی شبیه دریچه‌های طبیعی قلب با برگچه‌هایی هستند که کاسپ‌ها و سینوس‌ها را تشکیل می‌دهند.
گزینه های جایگزینی برای تعویض دریچه آئورت وجود دارد، از جمله استفاده از دریچه آئورت انسانی (هموگرافت) و روش راس (که شامل جایگزینی دریچه آئورت با دریچه ریوی خود بیمار است). دریچه های هموگرافت دوام مشابهی با دریچه های بافت خوک دارند، در حالی که روش راس از دریچه ریوی خود بیمار استفاده می کند. اولین جراحی کم تهاجمی دریچه آئورت در کلینیک کلیولند در سال 1996 انجام شد.

## ارزیابی
دریچه آئورت را می توان با استفاده از روش های تشخیصی مختلف، از جمله سمع با گوشی پزشکی، اکوکاردیوگرافی ترانس توراسیک (TTE)، اکوکاردیوگرافی ترانس مری (TEE)، تصویربرداری تشدید مغناطیسی (MRI) و توموگرافی کامپیوتری (CT) ارزیابی کرد. اکوکاردیوگرافی ترانس توراسیک (TTE) به دلیل ماهیت غیر تهاجمی آن، آزمایش اولیه انتخابی است که امکان اندازه گیری درجه اختلال عملکرد دریچه، از جمله تنگی و نارسایی را فراهم می کند. اکوکاردیوگرافی ترانس توراسیک (TTE) به دلیل زاویه محدود بین پروب و دریچه آئورت کمتر مورد استفاده قرار می گیرد. اندازه گیری تهاجمی همچنین می تواند در طول کاتتریزاسیون قلبی برای ارزیابی فشار بطن چپ و آئورت به طور همزمان انجام شود. پارامترهای رایج هنگام ارزیابی دریچه آئورت شامل حداکثر سرعت، سطح باز شدن دریچه، کلسیفیکاسیون، مورفولوژی و اندازه است.

## نگارخانه

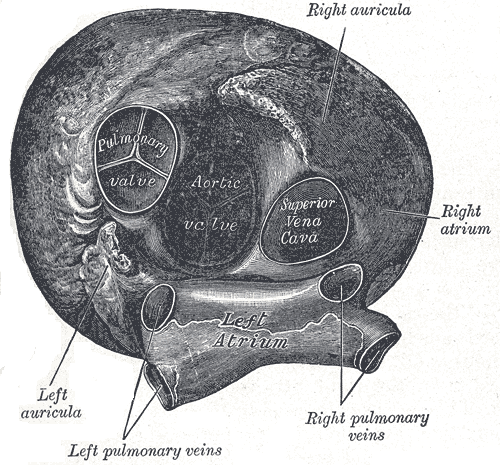
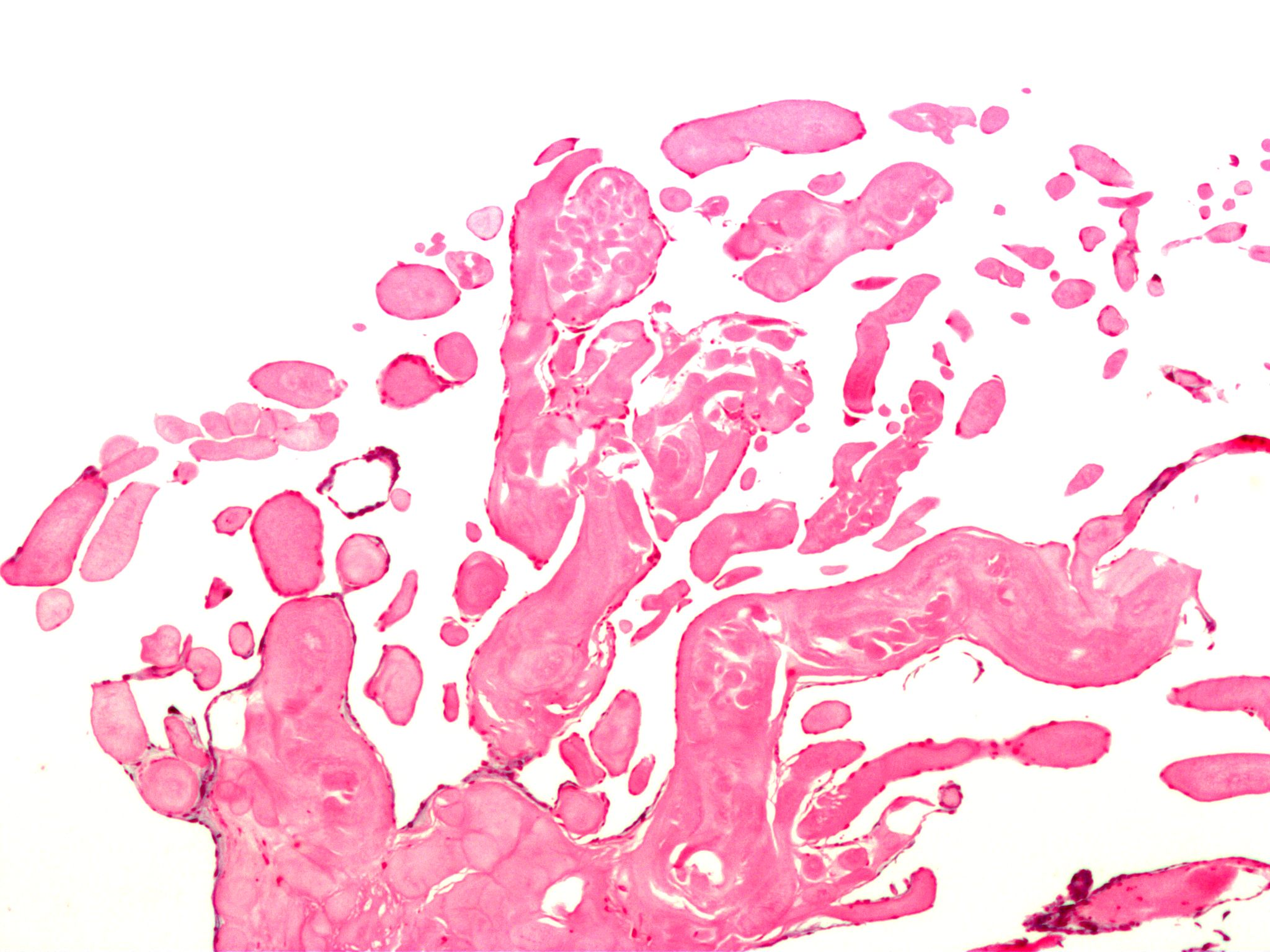
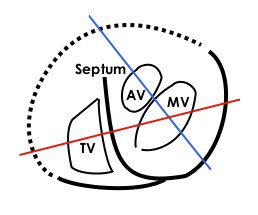
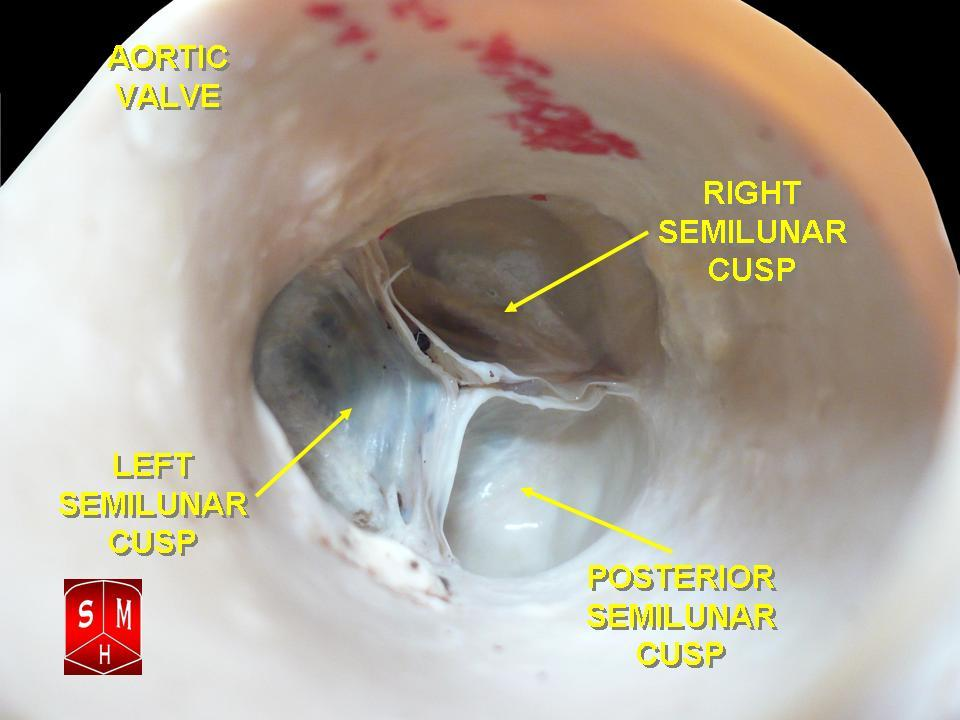

مرسی
1. ↑  "Bicuspid Aortic Valve: Practice Essentials, Background, Pathophysiology". 2022-09-29. {{cite journal}}: Cite journal requires |journal= (help)
2. ↑  Hans-Joachim Schäfers: Current treatment of aortic regurgitation. UNI-MED Science, Bremen, London, Boston 2013, ISBN 978-3-8374-1406-6